# Auguste Kerckhoffs

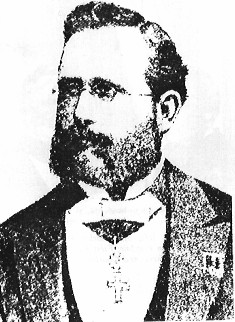
Auguste Kerckhoffs

Auguste Kerckhoffs (ur. 19 stycznia 1835 w Nuth, zm. 9 sierpnia 1903) – holenderski językoznawca i kryptograf, profesor języków w paryskiej École des Hautes Études Commerciales w drugiej połowie XIX wieku.
Kerckhoffs urodził się w małym holenderskim mieście, Nuth; ochrzczony został jako Jean Guillaume Hubert Victor François Alexandre Auguste Kerckhoffs von Nieuwenhof; później używał tylko jednego spośród swych imion. Studiował na uniwersytecie w Liège. Po okresie pracy w charakterze nauczyciela w dwóch krajach – Holandii i Francji – został profesorem germanistyki w paryskich: École des Hautes Études Commerciales i Ecole Arago.
W dzisiejszych czasach Kerckhoffs najbardziej jest znany ze swoich dwóch prac opublikowanych w roku 1883 we francuskim le Journal des Sciences Militaires pod wspólnym tytułem La Cryptographie Militaire („Kryptografia wojskowa”). Artykuły te były przeglądem najnowocześniejszych ówcześnie rozwiązań wojskowej kryptografii i stanowiły pretekst do znaczącego postępu w tej dziedzinie w ćwiczeniach francuskiej armii. Zawierały też wiele praktycznych rad i opartych na doświadczeniu reguł postępowania, w tym ujęty w sześciu punktach wzór praktycznego szyfrowania:
1. System powinien być, jeśli nie teoretycznie, to w praktyce nie do złamania.
2. Projekt systemu nie powinien wymagać jego tajności, a ewentualne jego ujawnienie nie powinno przysparzać kłopotów korespondentom (zasada Kerckhoffsa).
3. Klucz powinien być: możliwy do zapamiętania bez notowania i dodatkowo – łatwy do zmienienia.
4. Kryptogramy powinny być możliwe do przesłania drogą telegraficzną.
5. Aparatura i dokumenty powinny być możliwe do przeniesienia i obsłużenia przez jedną osobę.
6. System powinien być prosty – nie wymagający znajomości wielu reguł ani nie obciążający zbytnio umysłu.

Najlepiej jest znana zasada druga, zwana zasadą Kerckhoffsa. Jej ideą jest, żeby bezpieczeństwo kryptosystemu zależało wyłącznie od jego klucza, natomiast by było niezależne od zachowania tajności jakiejkolwiek innej części systemu.

## Wolapik
W roku 1885 dr Kerckhoffs zainteresował się jednym ze sztucznych języków, wolapikiem i przez kilka lat był czołową postacią ruchu wolapikowskiego z funkcją dyrektora akademii tego języka (ang. Director of the Academy of Volapük). Opublikował też kilka książek na temat wolapiku i, serią publicznych wykładów, wprowadził związany z tym językiem ruch do Francji, Hiszpanii i Skandynawii.